# Ostenfeld (Husum)
Ostenfeld település Németországban, Schleswig-Holstein tartományban. Lakosainak száma 1569 fő (2023. december 31.).

## Népesség
A település népességének változása:
| Lakosok száma | 1040 | 1536 | 1544 | 1519 | 1570 | 1554 | 1569 |
|               | 1975 | 2014 | 2017 | 2019 | 2021 | 2022 | 2023 |